# Панкова, Елена Владимировна
Елена Владимировна Панкова — (род. 28 июля 1963, Петропавловск-Камчатский, СССР) — артистка балета, танцевала на сцене Мариинского театра и Баварского государственного балета.

## Биография
Родилась в Петропавловске-Камчатском. В 1981 году окончила ЛАХУ им. А. Я. Вагановой, ученица профессора Л. Н. Сафроновой. После училища поступила в труппу Кировского театра, где репетировала под руководством известных балерин И. А. Колпаковой и О. Н. Моисеевой. По словам самой артистки в ожидании возможности танцевать первые партии исполнила множество второстепенных ролей и даже фактически став солисткой продолжала числиться в составе кордебалета.
Постепенно выдвинувшись в число солисток танцевала сольные и ведущие партии в балетах «Бахчисарайский фонтан», «Дон Кихот», «Пушкин», «Спящая красавица», «Жизель», «Пахита», «Лебединое озеро», «Корсар», «Золушка», «Шопениана», «Маркитантка» (уже в начале XXI века Елена была охарактеризована как «лучшая мариинская Гюльнара, по записям которой юные танцовщики всего мира уже более десяти лет учат для международных конкурсов Pas d’esclave и вариации»). В 1989 году станцевала главную партию на премьере балета Дж. Баланчина «Шотландская симфония», став таким образом одной из первых исполнительниц балетов Баланчина в Советском Союзе. В качестве солистки принимала участие в гастролях Кировского театра по всему миру.
В период работы в Кировском театре вышла замуж за солиста Кирилла Мельникова, ставшего одним из постоянных партнёров Елены. Другими партнёрами артистки в разные годы выступали К. Заклинский, М. Даукаев, С. Бережной, П. Шауфус, Ф. Рузиматов, К. Акоста, Х. М. Карреньо, М. Вазиев, Н. Хуббе, Р. Болле.
В 1990—92 годах работала в Английском национальном балете, где исполняла партии балерины в спектаклях «Этюды» Х. Ландера, «Лебединое озеро» В. Бурмейстера, «Ромео и Джульетта» Б. Стивенсона, «Щелкунчик» и «Коппелия» Р. Хинда и др.
В 1993—2000 годах — прима-балерина Баварского государственного балета (Мюнхен), считающего себя «самым русским балетом на немецкой земле» (вместе с Еленой в театр был приглашён её муж К. Мельников). При этом артистка приобрела опыт исполнения академического репертуара в традициях европейского балетного театра XX века. К примеру, в Мюнхене Елена танцевала главные партии в спектаклях Дж. Ноймайера («Щелкунчик» и «Дама с камелиями»), Дж. Кранко («Онегин» и «Ромео и Джульетта»), У. Шольца («Моцарт»), К. Макмиллана («Манон»), Х. ван Манена («Блэк кейк»), а также Дж. Баланчина («Симфония до мажор» и «Тарантелла»), П. Мартинса («Закуски»), П. Барта («Баядерка»), Р. Барра («Лебединое озеро») и др.
В 1999 году вместе с мужем вернулась на сцену Мариинского театра, исполнив заглавную партию в «Жизели». Оценивая «эмигрантов» в сравнении с местными танцорами критики отмечали небанальность интерпретации и умение создать точный и глубокий образ, обходясь без штампов, пусть и в ущерб виртуозности. «Эта диковатая Жизель расхаживала по сцене бытовой невыворотной походкой, оттопыривая согнутые локти. Резвясь с подругами, не изображала беспечность — прислушивалась к больному сердцу, лишь машинально вторя кокетливым девичьим па. Сходя с ума, ползла по сцене на четвереньках. Рядом с ней мариинские барышни казались персонажами с конфетной обертки».
В 2000 году покинула Баварский балет и продолжила выступления в различных балетных антрепризах. В 2004 году окончила Академию русского балета им. А. Я. Вагановой по специальности балетмейстер, при этом вновь училась у Л. Н. Сафроновой. В последние годы помимо выступлений в качестве танцовщицы занимается постановкой балетов («Корсар» в Театре им. М. Джалиля, Казань (2005), «Лебединое озеро» в Театро Мунисипаль, Рио-де-Жанейро (2007), «Спящая красавица» в Хорватском Национальном театре, Сплит (2010), «Раймонда» в Театре Ванемуйне, Тарту (2012)).

## Оценка творчества
Панкова — классическая танцовщица. Язык классического танца, а у нее это действительно язык, а не набор технических приемов, — ее территория. <...> Ее отточенное каким-то нездешним ветром тело, озвучивая хореографический текст, дразнит близостью разгадки — оно говорит. <...> Под «делать то, что я хочу» подразумевает Панкова, разумеется, свободу. Свободу не только для себя, но и для зрителя; он тоже может «понимать, как хочет», интерпретировать по-своему, — пространство свободы танцовщицы очерчено магическим кругом молчания. Но когда Панкова танцует Никию, Жизель, Манон, Одетту, Маргариту Готье или Татьяну, появляется имя, влекущее за собой соответствующую сюжетную идентификацию. Это помогает «правильно» сориентироваться зрителю. Танцовщица же в такой «помощи» как будто и не нуждается: в конце концов, быть может, не так важно, по какому случаю зажигать священный огонь, — главное, что он горит. <...>— 